# Manfred Kittlaus
Manfred Kittlaus (* 24. Dezember 1937; † 3. September 2004 in Berlin-Spandau) war der langjährige Leiter der Zentralen Ermittlungsgruppe für Regierungs- und Vereinigungskriminalität (ZERV) im Zusammenhang mit der DDR und der Wiedervereinigung.
Kittlaus leitete von 1991 bis 1998 die ZERV und trat 1998 in den Ruhestand. Er machte sich zuletzt in der ZERV bundesweit einen Namen als kompromissloser und engagierter Aufklärer. 1955 begann er seine Ausbildung als Verwaltungslehrling in Berlin-Charlottenburg. Seit 1962 war er bei der Kriminalpolizei, zwischen 1974 und 1985 Leiter des Polizeilichen Staatsschutzes, Landeskriminaldirektor und später Landespolizeidirektor in Berlin. Als Leitender Direktor beim Polizeipräsidenten ging er 1998 in den Ruhestand.

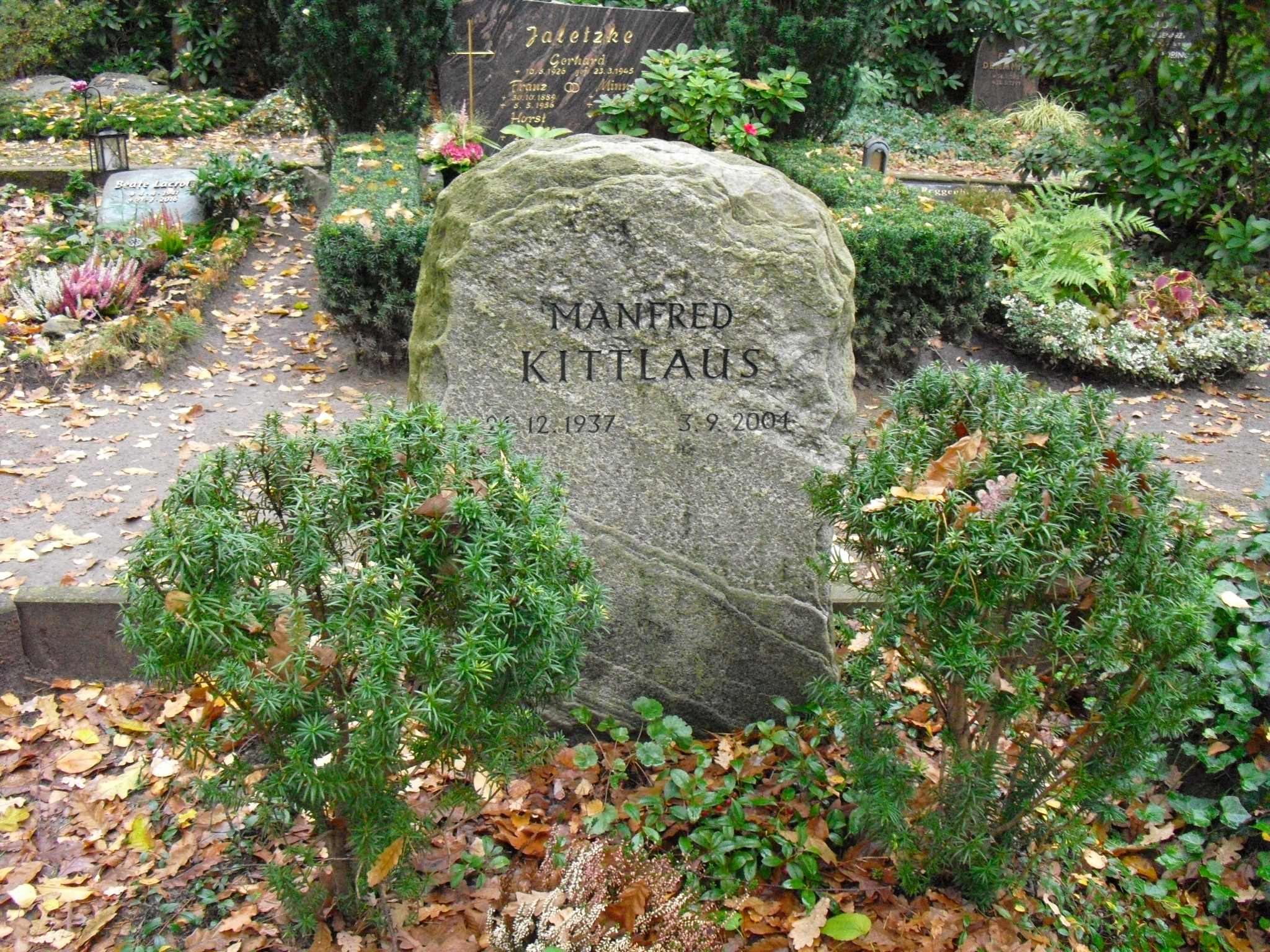
Grab von Manfred Kittlaus auf dem Friedhof Heerstraße in Berlin-Westend

Manfred Kittlaus war zuständig für eine Polizeireform in den 1990er Jahren.
Am 3. September 2004 wurde Manfred Kittlaus tot in seinem Auto gefunden. Er starb vermutlich an einem Herzinfarkt. Fremdverschulden wurde von der Staatsanwaltschaft Berlin ausgeschlossen.
Sein Grab befindet sich auf dem landeseigenen Friedhof Heerstraße in Berlin-Westend (Grablage: II-W10a-48).